# كأس ملك البحرين 2018–19
كأس ملك البحرين 2018–19 هو موسم من كأس ملك البحرين. فاز فيه نادي الرفاع.